# Hoofdklasse schaken 1969/70
In het Hoofdklasse-seizoen 1969/70 werd gestreden door acht teams van schaakverenigingen om het landskampioenschap van Nederland. Schaakclub Watergraafsmeer eindigde op slecht een half bordpunt voorsprong op Philidor Leiden en werd voor de eerste keer in haar geschiedenis landskampioen.
Schaakclub Watergraafsmeer kwam dit seizoen uit met Coen Zuidema, Piet van der Weide, Robert Hartoch, Wiebe Lenstra, Jaap Vogel, Anton Timman, Roos, Hans Plukker, Klein, J. G. Karper, Jan Seeleman, Karel Odink en Paul van Haastert.
De twee degradanten waren opvallend. Schaakvereniging Charlois werd een seizoen ervoor nog kampioen. Het Oosten uit Haarlem had topschakers Hans Ree, Kick Langeweg en Hans Bouwmeester aangetrokken (de club betaalde forse wedstrijdpremies). Ondanks een goede start met vier matchpunten uit drie wedstrijden wist het team zich niet te handhaven.

## Eindstand en kruistabel
| # | Team                | MP | BP  | 1  | 2  | 3  | 4  | 5   | 6  | 7  | 8  |
| - | ------------------- | -- | --- | -- | -- | -- | -- | --- | -- | -- | -- |
| 1 | Watergraafsmeer     | 10 | 40½ | -- | 3½ | 4  | 6½ | 7½  | 6½ | 6  | 6½ |
| 2 | Philidor Leiden     | 10 | 40  | 6½ | -- | 5½ | 5  | 6 ½ | 4  | 5  | 7½ |
| 3 | Philidor Leeuwarden | 9  | 40  | 6  | 4½ | -- | 5  | 4½  | 6½ | 6½ | 7  |
| 4 | VAS/ASC             | 7  | 36  | 3½ | 5  | 5  | -- | 5   | 4½ | 6  | 7  |
| 5 | Moerwijk            | 7  | 32  | 2½ | 3½ | 5½ | 5  | --  | 5  | 5½ | 5  |
| 6 | Rotterdam           | 5  | 31  | 3½ | 6  | 3½ | 5½ | 5   | -- | 4  | 3½ |
| 7 | Charlois            | 4  | 32  | 4  | 5  | 3½ | 4  | 4½  | 6  | -- | 5  |
| 8 | Het Oosten          | 4  | 28½ | 3½ | 2½ | 3  | 3  | 5   | 6½ | 5  | -- |

### Legenda
|  | Landskampioen |
|  | Degradant     |

Eerste klasse

1920/21 · 1921/22 · 1922/23 · 1923/24 · 1924/25 · 1925/26 · 1926/27 · 1927/28 · 1928/29 · 1929/30 · 1930/31 · 1931/32 · 1932/33 · 1933/34 · 1934/35 · 1935/36 · 1936/37 · 1937/38 · 1938/39 · 1939/40 · 1940/41 · 1941/42
Hoofdklasse

1942/43 · 1943/44 · 1944/45 · 1945/46 · 1946/47 · 1947/48 · 
1948/49 · 1949/50 · 1950/51 · 1951/52 · 1952/53 · 1953/54 · 1954/55 · 1955/56 · 1956/57 · 1957/58 · 1958/59 · 1959/60 · 1960/61 · 1961/62 · 1962/63 · 1963/64 · 1964/65 · 1965/66 · 1966/67 · 1967/68 · 1968/69 · 1969/70 · 1970/71 · 1971/72 · 1972/73 · 1973/74 · 1974/75 · 1975/76 · 1976/77 · 1977/78 · 1978/79 · 1979/80 · 1980/81 · 1981/82 · 1982/83 · 1983/84 · 1984/85 · 1985/86 · 1986/87 · 1987/88 · 1988/89 · 1990/91 · 1991/92 · 1992/93 · 1993/94 · 1994/95 · 1995/96
Meesterklasse

1996/97 · 1997/98 · 1998/99 · 1999/00 · 2000/01 · 2001/02 · 2002/03 · 2003/04 · 2004/05 · 2005/06 · 2006/07 · 2007/08 · 2008/09 · 2009/10 · 2010/11 · 2011/12 · 2012/13 · 2013/14 · 2014/15 · 2015/16 · 2016/17 · 2017/18· 2018/19 · 2019/20 · 2020/21 · 2021/22 · 2022/23 · 2023/24 · 2024/25